# Clark Tracey
Clark Tracey (Londen, 5 februari 1961) is een Britse jazzdrummer van de modernjazz.

## Biografie
Clark Tracey is de zoon van jazzpianist Stan Tracey en speelde aanvankelijk piano en vibrafoon, voordat hij op 13-jarige leeftijd overstapte naar de drums. Hij had lessen bij Bryan Spring en speelde voor het eerst in 1978 in de verschillende ensembles van zijn vader, zoals te horen is op zijn album Genesis uit 1989. Tijdens de jaren 1990 vormden ze ook het kwartet Fathers and Sons met John en Alec Dankworth. Clark Tracey speelde ook met bezoekende Amerikaanse muzikanten zoals Scott Hamilton, Johnny Griffin, Pharoah Sanders en Charlie Rouse. Hij werkte ook met Buddy DeFranco en van 1984 tot 1986 met gitarist Martin Taylor, vervolgens met Alan Skidmore en saxofonist Tommy Smith en in 1992 met Guy Barker.
Sinds het einde van de jaren 1980 heeft hij ook zijn eigen formaties geleid, waarin muzikanten meewerkten als Django Bates, Iain Ballamy, Guy Barker, Jamie Talbot, Mark Nightingale, Dave O'Higgins, Nigel Hitchcock, Gerard Presencer, Mornington Lockett, Jean Toussaint, Simon Allen, Zoe Rahman en Alan Barnes. Tracey was ook betrokken bij opnamen van Guy Barker, Alan Barnes, Michael Hashim, Brian Lemon, Claire Martin, het Heinz Sauer Quartet met de NDR Big Band, Alan Skidmore, Colin Towns, Warren Vaché jr., Bob Wellins en Bob Wilber.
Gedurende zijn carrière heeft Tracey drie keer de British Jazz Awards gewonnen als beste drummer, en in 2007 won hij de Ronnie Scott's Club Award.

## Discografie
- Suddenly Last Tuesday (1986)
- Stiperstones (1987)
- We've Been Expecting You (1992)
- Full Speed Sideways (33Jazz, 1994)
- Stability (Linn, 2001) met Andy Sheppard, Christine Tobin en het Locrian String Quartet
- British Standard Time (2005)
- The Calling (2005)
- The Mighty Sas (2006)
- Given Time (2008)